# ラーチャブリー教区

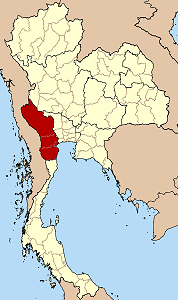
ラーチャブリー教区

ラーチャブリー教区（สังฆมณฑลราชบุรี、The Diocese of Ratchaburi）（ローマ・カトリック教会）はタイ中西部にある司教区。バンコク大司教区の属司教区。サムットソンクラーム県バーンコンティー郡タムボン・バーンノッククウェーク、ムー7に司教座を構える。この司教区は31,362km2の面積を持ち、ラーチャブリー県、ペッチャブリー県、カーンチャナブリー県、サムットソンクラーム県を管轄する。2001年の時点で教区内の220万人の住民の内、15,246人がカトリック信者である。17の小教区を持つ。

## 歴史
この教区は1930年に、タイ南部および西部の布教に責任を負うラーチャブリー独立教会（the Mission sui iuris of Rajaburi）が設立されたのに始まる。この独立教会は、1927年に同地で活動を開始したサレジオ会によって運営され、パリ外国宣教会が行っていた布教活動を引き継いだ。1934年にラーチャブリー知牧区に昇格。1941年にさらにラーチャブリー代牧区に昇格。1965年にバーンノッククウェーク教区に昇格し、1966年に名称をラーチャブリー教区に変更。1969年にサレジオ会が運営するスラートターニー教区が分離し、民族系教会がラーチャブリー教区に残った。
司教座聖堂は、タムボン・バーンノッククウェークに、教区監督府はムアンラーチャブリー郡に立地。

## 司教座聖堂

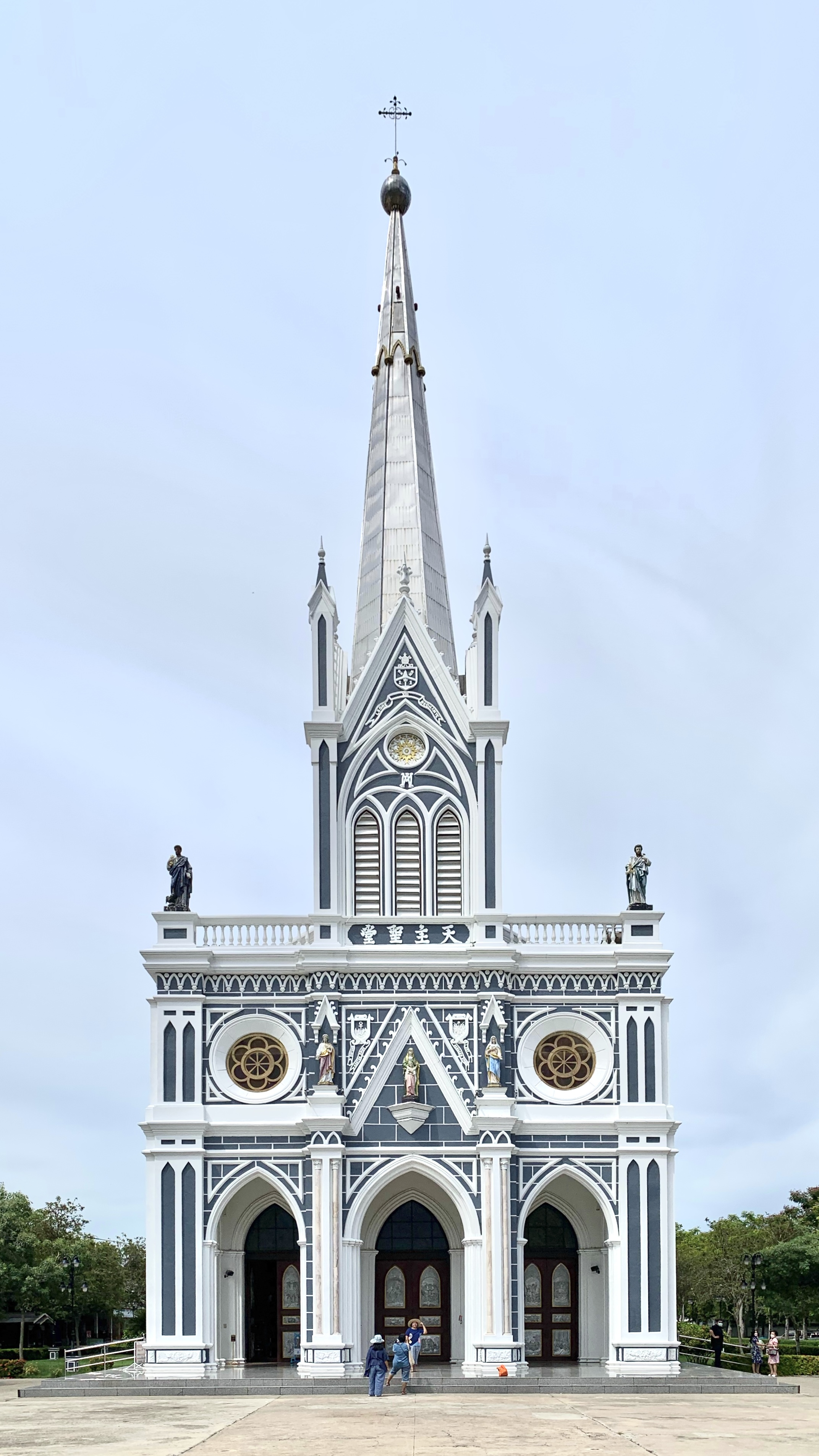
Nativity of Our Lady Cathedral

司教座聖堂はサムットソンクラーム県バーンコンティー郡タムボン・バーンノッククウェークの聖母生誕大聖堂（The Nativity of Our Lady Cathedral、อาสนวิหารแม่พระบังเกิด）。聖堂はフランス・ゴシック様式で建設され、フランスから輸入されたステンドグラスが嵌め込まれている。上段の列にイエス・キリストの生涯が描かれ、下段の列に聖人が描かれている（男性聖人が北面、女性聖人が南面）。
1840年9世帯の中国人キリスト教徒の家族がメークローン川河畔に移住。1847年には200人のカトリックコミュニティに成長し、現在の聖堂敷地に、サーラーデーン（赤い堂）、又はルアンヤオ（長い水路）と名づけられた木造の教会を建築した。さらに1850年にマリン神父がダムヌーンサドゥワック水路入り口の土地を購入し、教会に寄進した。1890年にフランス人伝道師パウロ・サルモン神父が聖母生誕大聖堂の建設を開始し、1896年2月2日落成。第二次世界大戦中、窓ガラスが割れる被害があったが、1993年に修復が完了。1994年から1999年までプラディット神父により大規模な改修工事が行われた。

## 教区長司教
- ジョン・ボスコ・パンヤー・クリットチャルーン（John Bosco Panya Kritcharoen）:2005年3月18日 - 現在
- ジョン・ボスコ・マナット・チュアップサマイ（John Bosco Manat Chuabsamai）:1985年11月25日 - 2003年7月24日
- ジョセフ・エーク・タップピン（Joseph Ek Thabping）:1975年10月2日 - 1985年2月12日
- ロバート・ラット・バムルントラグン（Robert Ratna Bamrungtrakul）: 1969年6月26日 - 1975年4月28日（チエンマイ教区司教に就任）
- ペトロ・ルイージ・カレット（Pietro Luigi Carretto）、サレジオ会: 1951年4月12日 - 1969年6月26日（スラートターニー教区司教に就任）
- ガエタノ・パソッティ（Gaetano Pasotti）、サレジオ会: 1934年5月28日 - 1950年9月3日

1965年以前の知牧区、代牧区の監督者の地位は、司教代理もしくは知牧であったが、名義司教の地位を持っていた。